# Chiasmocleis sapiranga
Chiasmocleis sapiranga es una especie de anfibio anuro de la familia Microhylidae.

## Distribución geográfica
Esta especie es endémica del estado de Bahía en Brasil. Solo se encuentra en la Reserva Sapiranga, ubicada en el municipio de Mata de São João.

## Descripción
Chiasmocleis sapiranga mide de 19 a 21 mm para los machos y de 21 a 25 mm para las hembras.

## Etimología
El nombre de su especie, sapiranga, le fue dado en referencia a su localidad típica, la Reserva Sapiranga.

## Publicación original
- Cruz, Caramaschi & Napoli, 2007 : A new species of Chiasmocleis (Anura, Microhylidae) from the Atlantic rain forest of northeastern Bahia, Brazil. South American Journal of Herpetology, vol. 2, n.º 1, p. 47-52[6]